# Agriculture extensive
L'agriculture extensive est, par opposition à l'agriculture intensive, un système de production agricole qui consomme moins de facteurs de production par unité de surface. Elle utilise ainsi peu d'intrants, est moins mécanisée que l'agriculture intensive à surface équivalente, et se caractérise par des rendements relativement faibles. Le terme recouvre dans les faits une grande diversité de pratiques et d'objectifs. 
En Europe, les zones d'agriculture extensive correspondent aux zones agricoles où la naturalité est la plus élevée, où ont été identifiés des « systèmes agricoles à haute valeur naturelle » par l'Agence européenne de l'environnement.

## Typologie
On distingue généralement plusieurs formes d'agriculture extensive.

### Forme traditionnelle
Basée sur des systèmes agraires anciens, on la rencontre majoritairement dans les pays du tiers monde. Elle se présente le plus souvent sous la forme d'une agriculture vivrière et utilise des moyens techniques limités avec une main-d'œuvre relativement nombreuse, du fait de son faible niveau de mécanisation. Son type extrême est l'agriculture itinérante, encore courante en Afrique et en Amérique du Sud.

### Forme moderne

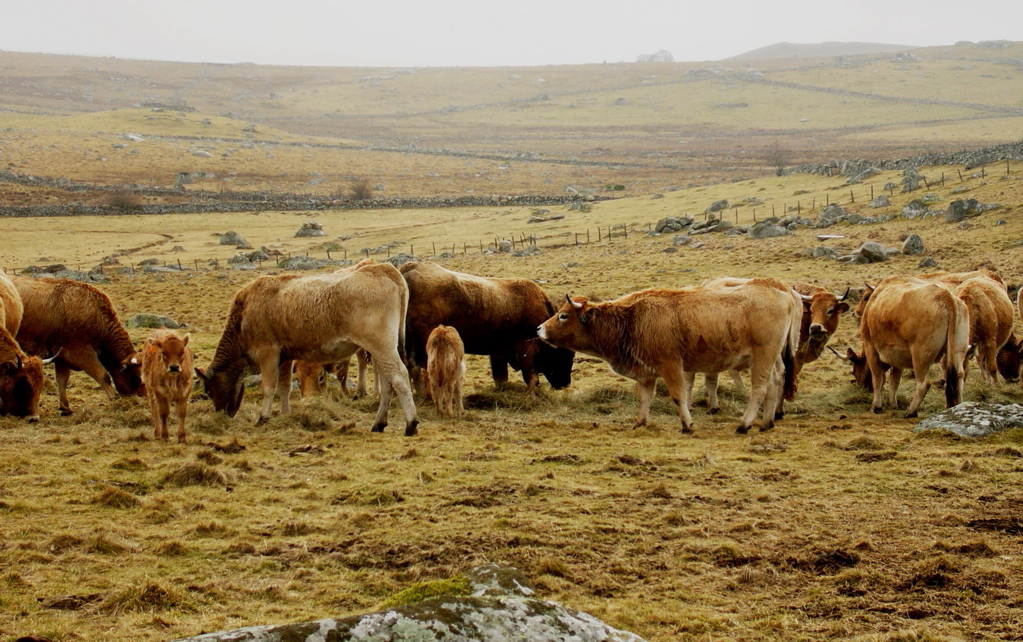
Élevage bovin extensif en Aubrac.

Cette forme d'agriculture extensive se retrouve majoritairement dans les pays industrialisés qui disposent d'immenses étendues, notamment en Amérique du Nord ou en Asie centrale (Kazakhstan). Elle est plus mécanisée avec souvent une main-d'œuvre limitée. Dans ce cas le caractère extensif ne se rapporte qu'au sol, la productivité de la main-d'œuvre étant au contraire très élevée.

### Agriculture de protection des milieux
Une autre agriculture extensive vise la protection voire la restauration de la biodiversité (avec ou sans mesures agroenvironnementales) et cherche notamment pour cela à limiter l'eutrophisation du sol et de l'eau.

## Caractéristiques
La persistance de ces formes d'agriculture extensive est liée à différents facteurs :
- manque de main-d’œuvre;
- manque de moyens financiers (lié au sous-développement) ;
- structures sociales et traditions d'une région ou d'une communauté ;
- mode de propriété (latifundia ou systèmes communautaires) ;
- conditions climatiques (zones semi-arides) ou naturelles (qualité des sols) défavorables aux systèmes intensifs ou ne les permettant pas ;
- volonté ou obligation de protection de l'environnement, de protection ou restauration du sol (lutte contre l'érosion, lutte contre la désertification, maintien de la biodiversité).

Elle révèle dans certains cas une faible maîtrise du territoire, ou au contraire une gestion (traditionnelle ou moderne) adaptée à la pauvreté ou vulnérabilité de certains sols ou milieu.  Les réformes agraires ont presque toutes visé à intensifier les systèmes agraires, parfois avec des effets pervers (dégradation des sols, salinisation, épuisement de nappes phréatiques, agriculture dépendante au pétrole ou aux importations de soja, blé, etc.). 

Pour des raisons de protection de l'environnement contre l'eutrophisation par les engrais et contre les impacts des pesticides dans les pays riches comme dans les pays pauvres des primes et encouragement à une agriculture plus extensive sont apparus dans les années 1990, notamment en Europe avec les mesures agri-environnementales dans le cadre de la Politique agricole commune ou sur certains sites Natura 2000.
En Europe, l'agriculture extensive a dans les années 1970-1980 été assimilée à l'agriculture traditionnelle propre à certaines régions défavorisées sous l'angle des conditions naturelles : agriculture de montagne, agriculture traditionnelle de certaines régions méditerranéennes, élevage en zone humide. La politique agricole commune qui a favorisé à ses débuts l'intensification de l'agriculture s'oriente depuis sa dernière réforme, adoptée en 2003, vers une nette désintensification, notamment par le découplage des subventions par rapport à la production. 
En France, certains groupes d'acteurs tel le syndicat Confédération paysanne prônent le développement d'une certaine forme d'agriculture extensive, considérée comme plus durable, à condition qu'elle préserve l'emploi et le niveau de revenu des agriculteurs. Les atlas existant montraient encore en 2006 de très fortes disparités régionales et intrarégionales en matière d'intensité des pratiques agricoles. L'agriculture extensive reste surtout limitée aux sols pauvres, de montagne et aux grandes étendues céréalières qui sont des exemples de cultures extensives modernes.